# Starcza
Starcza è un comune rurale polacco del distretto di Częstochowa, nel voivodato della Slesia.
Ricopre una superficie di 20,1 km² e nel 2004 contava 2 720 abitanti.